# Didier La Torre
Didier Jeanpier La Torre Arana (Lima, 21 de marzo de 2002) es un futbolista peruano. Juega como extremo derecho y su equipo actual es Cienciano de la Liga 1 del Perú.

## Trayectoria

### Alianza Lima
Luego de un breve inicio en el Sport Boys pasa a las categorías juveniles del Alianza Lima a los 14 años, que se encargó de potenciar su proceso de formación.
Debutó profesionalmente con Alianza Lima el miércoles 25 de noviembre de 2020, en el partido jugado ante el Carlos A. Mannucci, donde el club blanquiazul perdería en Lima por la mínima diferencia.

### FC Emmen
Luego que Alianza Lima se salvara de perder la categoría en 2020, es fichado por el FC Emmen de los Países Bajos, donde debutó el 31 de enero de 2021, en el partido ante el Willem II. Solo llegó a jugar tres partidos, todos ingresando desde el banco de suplentes. Después de terminada la Eredivisie 2020-21, FC Emmen descendió. Ante ello, todo daba a indicar que La Torre se quedaría para seguir con el equipo en la segunda división y aprovechar esto para tener más oportunidades. Sin embargo, al poco tiempo de terminada la temporada se comunicó que el futbolista no continuaría en el club por desvinculación por mutuo acuerdo.

### Cercle Brugge
Al poco tiempo de salir del Emmen, La Torre estuvo entrenando como invitado en el Cercle Brugge de la Pro League de Bélgica. Incluso, llegó a jugar un amistoso con dicho club contra el FC Utrecht de Países Bajos participando en todo el segundo tiempo. No obstante, nunca firmó por dicha escuadra y al poco tiempo dejó de estar en sus filas.

### NK Osijek II
Tras estar oficialmente medio año año sin club, La Torre firmó como jugador libre el 27 de noviembre de 2021 por el NK Osijek de la Primera Liga de Croacia por tres temporadas. Sin embargo, fue mandado al equipo filial NK Osijek II, que juega en la segunda división del país.

## Estadísticas

### Clubes
Actualizado al último partido disputado: 30 de septiembre de 2023.
| Alianza Lima · Perú | 2020          | 1.ª           | 2  | 0 | 0 | - | - | - | - | - | - | 2  | 0 | 0 | 0.00 |
| Alianza Lima · Perú | Total club    | Total club    | 2  | 0 | 0 | - | - | - | - | - | - | 2  | 0 | 0 | 0.00 |
| FC Emmen · Países Bajos                                                                                                   | 2020-21       | 1.ª           | 3  | 0 | 0 | - | - | - | - | - | - | 3  | 0 | 0 | 0.00 |
| FC Emmen · Países Bajos                                                                                                   | Total club    | Total club    | 3  | 0 | 0 | - | - | - | - | - | - | 3  | 0 | 0 | 0.00 |
| NK Osijek · Croacia | 2021-22       | 2.ª           | 12 | 1 | 0 | - | - | - | - | - | - | 12 | 1 | 0 | 0.08 |
| NK Osijek · Croacia | Total club    | Total club    | 12 | 1 | 0 | - | - | - | - | - | - | 12 | 1 | 0 | 0.08 |
| Gil Vicente (U-23) Portugal                                                                                               | 2022-23       | 2.ª           | 10 | 0 | 0 | 1 | 0 | 0 | - | - | - | 11 | 0 | 0 | 0.00 |
| Gil Vicente (U-23) Portugal                                                                                               | Total club    | Total club    | 10 | 0 | 0 | 1 | 0 | 0 | - | - | - | 11 | 0 | 0 | 0.00 |
| Cienciano · Perú | 2023          | 1.ª           | 8  | 3 | 0 | - | - | - | - | - | - | 8  | 3 | 0 | 0.29 |
| Cienciano · Perú | Total club    | Total club    | 8  | 3 | 0 | - | - | - | - | - | - | 8  | 3 | 0 | 0.29 |
| Total carrera | Total carrera | Total carrera | 34 | 3 | 0 | 1 | 0 | 0 | - | - | - | 35 | 3 | 0 | 0.09 |
| (1) Incluye datos de la Taça Revelação Sub-23 (2023). (2) Promedio de goles por partido. No incluye encuentros amistosos. |               |               |    |   |   |   |   |   |   |   |   |    |   |   |      |